# George Fiske

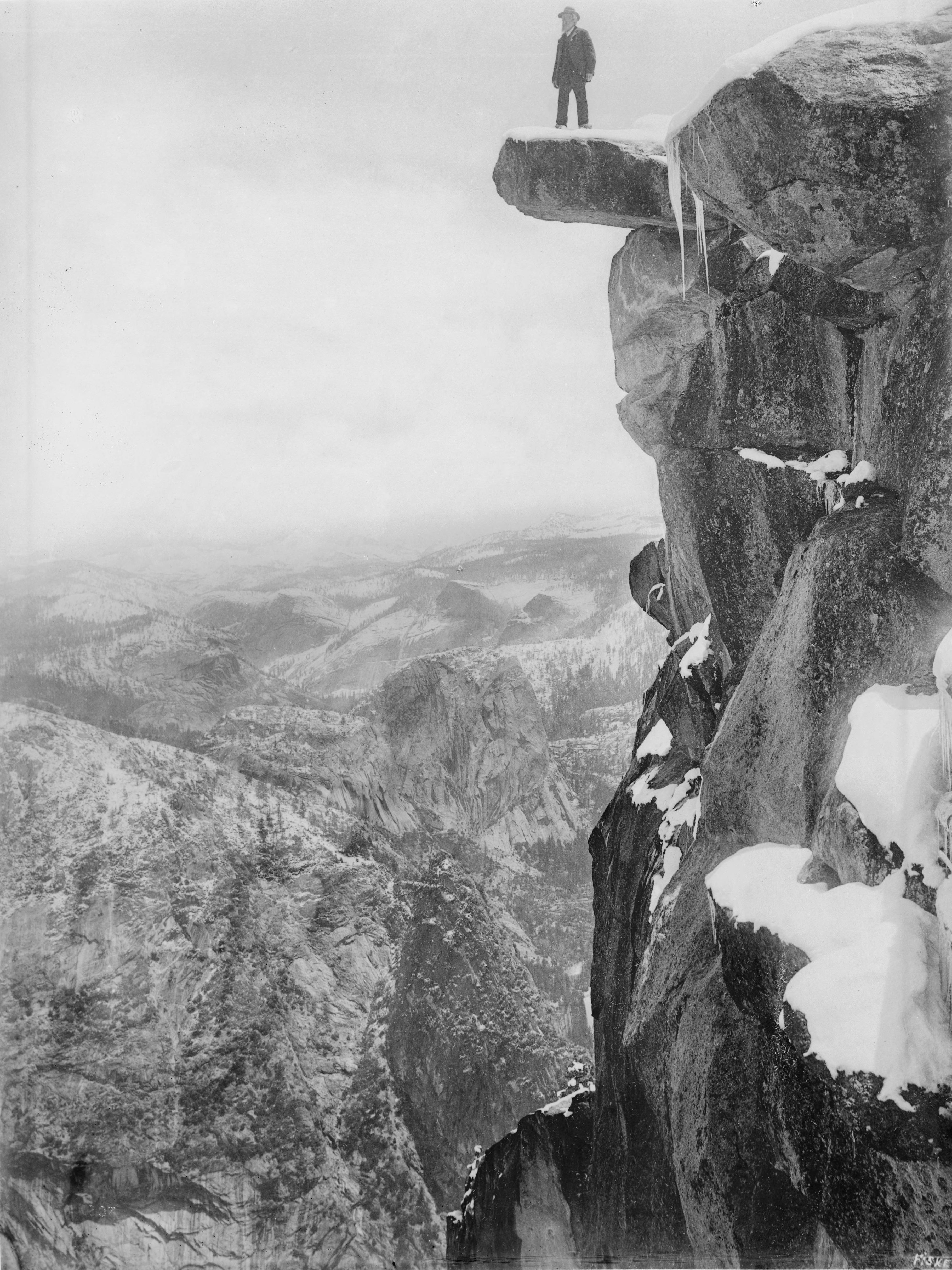
Galen Clark staat op overhangende rots, Glacier Point. Foto van George Fiske.

George Fiske (22 oktober 1835 - 21 oktober 1918) was een Amerikaans landschapsfotograaf.
Fiske werd geboren in Amherst, New Hampshire en vertrok samen met zijn broer naar San Francisco. Hij werd opgeleid door Charles L. Weed en werkte samen met Carleton E. Watkins als fotograaf voor Yosemite National Park. Fiske en zijn vrouw verhuisden naar Yosemite in 1879 en woonde daar tot hij zelfmoord pleegde in 1918. Zijn meeste werken gingen in 1904 verloren toen zijn huis afbrandde. Na de dood van Fiske werden zijn resterende negatieven verworven door de Yosemite Park Company en opgeslagen in een zaagmolen, die ook afbrandde, in 1943.